# 泰安洋行
『泰安洋行』（Bon Voyage co.）は、1976年7月25日に発売された細野晴臣通算3作目のスタジオ・アルバム。

## 概要
- レコーディングは1976年4月11日から始まった。
- 前作『トロピカル・ダンディー』と本作、アルファレコードから発表された『はらいそ』の3作はトロピカル三部作と呼ばれている。
- 細野はこのアルバムを「チャンキー・サウンド」とよんでいる（ニューオリンズに惹かれていた細野が、同地の名物料理である「ガンボ」にあたるものとして、日本の「ちゃんこ鍋」と「ファンキー」をかけたもの）[2]。
- 本作もティン・パン・アレーのメンバーである鈴木茂、林立夫などが参加している。
- 「泰安洋行」というタイトルは、1976年のティン・パン・アレーのツアー「ファースト&ラスト・コンサート・ツアー」の際に訪れた長崎市の新地中華街にあった雑貨店「泰安洋行」から。
- アルバム発売直前の1976年5月1日、ムーンライダーズの単独のコンサートが東京郵便貯金ホールで行われた。細野は矢野顕子とともにゲスト出演し、「蝶々-San」「"Sayonara", The Japanese Farewell Song」「Black Peanuts」の計3曲を披露した。矢野も2曲披露した。音源は2005年に発売された2枚組のCD『ムーンライト・リサイタル1976』で聴くことができる。

## 収録曲

### SIDE A
1. 蝶々-San
作詞・作曲・編曲：細野晴臣
途中で入る船長さんの声は山下達郎が担当している。コーラスには山下（山下よた郎名義）と大瀧詠一（宿霧十軒名義）が参加。
2. 香港Blues
作詞・作曲:ホーギー・カーマイケル、編曲:細野晴臣
3. “Sayonara”,The Japanese Farewell Song
作詞：フレディ・モーガン、作曲：ハセガワ・ヨシダ、編曲：細野晴臣
4. Roochoo Gumbo
作詞・作曲・編曲：細野晴臣/ウチナーグチ：川田禮子
歌詞が一部ウチナーグチ（沖縄の方言）になっている。
5. 泰安洋行
作曲・編曲：細野晴臣
このアルバム唯一のインストゥルメンタル曲。マリンバ、スティール・ドラムなどの楽器の全ては細野が演奏している。

### SIDE B
1. 東京Shyness Boy
作詞・作曲・編曲：細野晴臣
「Shyness Boy」（内気な少年）とは鈴木慶一のこと。照れ屋で、何かにつけてすぐに顔を赤くする鈴木をイメージして作られたという。
2. Black Peanuts
作詞・作曲・編曲：細野晴臣
『トロピカル・ダンディー』収録の「北京ダック」のB面としてシングル発売された。
3. Chow Chow Dog
作詞・作曲・編曲：細野晴臣
4. Pom Pom蒸気
作詞・作曲・編曲：細野晴臣
5. Exotica Lullaby
作詞・作曲・編曲：細野晴臣
シンセサイザーが多く使われている。

## ハリー細野 クラウン・イヤーズ1974-1977
- 2007年にボックスセットとして発売された泰安洋行にはボーナストラックが収録されている。

1. 蝶々さん
2. 香港ブルース
3. “サヨナラ”ザ・ジャパニーズ・フェア・ウェル・ソング
4. ルーチュー・ガンボ
5. 泰安洋行
6. 東京Shyness Boy
7. ブラック・ピーナッツ
8. チャウ・チャウ・ドッグ
9. ポンポン蒸気
10. エクゾティカ・ララバイ
ボーナストラック
11. 北京ダック ～Single Version
シングルカットするに当たり、再録音した音源

1. Harry's Talking in Radio
細野がTBSラジオ「馬場こずえの深夜営業」に出演した時の音源

## 参加ミュージシャン
- 細野晴臣：ボーカル、エレクトリック・ベース、マリンバ、スティールパン、三味線、ヴィブラフォン、ピアノ、ハモンドオルガン
- 鈴木茂：エレクトリック・ギター、アコースティック・ギター、コーラス
- 林立夫：ドラムス、パーカッション、コーラス
- 矢野顕子：ピアノ、コーラス
- 浜口茂外也：パーカッション
- 佐藤博：ピアノ、クラビネット
- 宿霧十軒：ベース・ボーカル
- 岡田徹：パーカッション、アコーディオン
- 谷口邦夫：スティール・ギター
- 岡崎弘：アルトサックス
- 村岡建：テナーサックス
- 砂原稜三：バスサックス
- 山下よた郎：コーラス、船長さんの声
- 大瀧詠一：コーラス
- 小坂忠：コーラス
- 大貫妙子：コーラス
- 久保田麻琴：コーラス
- 中根康旨：コーラス
- 市橋一宏：コーラス
- 川田琉球舞踊団：コーラス、蝶々さんの声